# 방과 후 티타임
방과 후 티타임
- 카키후라이의 4컷 만화 《케이온!》과 동명의 TBS 계열 TV 애니메이션에 등장하는 밴드의 명칭. 약칭은 방과 후 티타임의 일본어 명칭을 로마자로 표기한 'HO-KAGO TEA TIME'에서 딴 HTT.
- TV 애니메이션 《케이온!》에 출연하는 성우 5명[1]으로 구성된 성우 유닛.
- TV 애니메이션 《케이온!》의 극중 노래를 수록한 앨범. (이하 내용 참조)

방과 후 티타임(일본어: 放課後ティータイム 호카고 티 타이무[*])은 일본의 방과 후 티타임의 미니 앨범이다. 2009년 7월 22일에 포니캐년을 통해 발매되었으며, 대한민국에서는 2011년 5월 2일에 포니캐년 코리아가 발매하였다. 수록된 전곡은 《케이온!》에 등장하는 아키야마 미오가 작사를, 코토부키 츠무기가 작곡을 하였다는 설정을 가지고 있지만, 실제 작사, 작곡, 편곡은 다른 인물들이 담당하였다.

## 수록곡

### Disc-1 (Studio Mix)
1. 카레 후 라이스
  - 작사 : 이나바 에미 / 작·편곡 : 마에자와 히로유키
  - 메인 보컬 : 히라사와 유이
2. 나의 사랑은 호치키스
  - 작사 : 이나바 에미 / 작곡 : 후지스에 미키 / 편곡 : 햐코쿠 하지메
  - 메인 보컬 : 히라사와 유이, 아키야마 미오
3. 붓펜 ~볼펜~
  - 작사 : 이나바 에미 / 작·편곡 : 카와구치 스스무
  - 메인 보컬 : 히라사와 유이
4. 폭신한 시간(후와후와타임)
  - 작사 : 아키야마 미오[2] / 작·편곡 : 마에자와 히로유키
  - 메인 보컬 : 히라사와 유이
  - 이전에 출시된 싱글(폭신한 시간)에 포함되었던 곡과 보컬이 다르며, 세컨드 기타의 파트가 추가되었다.

### Disc-2 (Live Mix)
1. 카레 후 라이스 (제8화 '환영!' Mix)
  - 메인 보컬 : 히라사와 유이
2. 나의 사랑은 호치키스 (제8화 '환영!' Mix)
  - 메인 보컬 : 히라사와 유이 (도입부 : 아키야마 미오)
3. 붓펜 ~볼펜~ (제12화 '경음!' Mix)
  - 메인 보컬 : 아키야마 미오
4. 폭신한 시간(후와후와타임) (제12화 '경음!' Mix)
  - 메인 보컬 : 히라사와 유이

## 같이 보기
- 케이온!